# Verfassungsreferendum in Haiti 1918
Das Verfassungsreferendum in Haiti 1918 fand am 12. Juni 1918 statt. Die Einwohner Haitis waren aufgerufen, den Vorstellungen der amerikanischen Besatzungsmacht entsprechende Änderungen der Verfassung Haitis von 1889 zu billigen und damit vor allem Ausländern das recht einzuräumen, Grund und Boden in Haiti zu besitzen.

## Hintergrund
Während der Besetzung Haitis durch die Vereinigten Staaten war Philippe Sudré Dartiguenave von 1915 bis 1922 Präsident Haitis, der aufgeschlossen mit der Besatzungsmacht zusammenarbeitete.
Kurz nach der Einsetzung von Dartiguenave betrieb der amerikanische Präsident Wilson eine Neufassung der haitianischen Verfassung. Eines der Hauptanliegen der Vereinigten Staaten war es, das Verbot für Ausländer, haitianisches Land zu besitzen, abzuschaffen. Der frühe Staatschef Jean-Jacques Dessalines hatte den Landbesitz von Ausländern verboten, als Haiti unabhängig wurde, um ausländischen Einfluss zu vermeiden. Seit dem Jahr 1804 betrachteten einige Haitianer ausländischen Besitz als Tabu.
Aus Sorge vor einem Amtsenthebungsverfahren aufgrund des Widerstands der Legislative gegen die neue Verfassung ordnete Präsident Dartiguenave am 6. April 1916 die Auflösung des Senats an und die Amerikaner setzten Neuwahlen zur Legislative durch. Es blieb jedoch bei der Ablehnung der von den Vereinigten Staaten geforderten Verfassung. Das Parlament begann mit der Ausarbeitung eines eigenen Entwurfs für eine neue Verfassung, die den Interessen der Vereinigten Staaten zuwiderlief. Dies führte zu der Weisung der Vereinigten Staaten an Präsident Dartiguenave, das Parlament erneut aufzulösen. Der amerikanische Kommandeur der Gendarmerie erzwang die Schließung des Senats mit vorgehaltener Waffe.
Letztlich wurde eine neue Verfassung Haitis unter der Aufsicht von Franklin D. Roosevelt, dem damaligen stellvertretenden Marineminister, ausgearbeitet.
Es ging um folgende Hauptpunkte:
- Einführung einer Präsidialrepublik.
- Ermöglichung der unbegrenzten Wiederwahl des Präsidenten,
- Einführung der direkten Wahl des Präsidenten durch das Volk, wobei das Parlament drei Kandidaten vorschlägt,
- Schaffung zweier Kammern des Parlaments nach amerikanischem Vorbild,
- Zulassung ausländischen Landbesitzes,
- Einführung obligatorischer Verfassungsreferenden, bei denen Änderungen artikelweise zur Abstimmung gestellt werden, und
- Legalisierung aller Dekrete der amerikanischen Verwaltung im Land.

## Ergebnis
Die neue Verfassung wurde mit 98.225 „Ja“-Stimmen, was gut 99 Prozent Zustimmung bedeutete, bei nur 768 Gegenstimmen angenommen.